# Regiunea Antofagasta

Regiunea Antofagasta

Regiunea Antofagasta (spaniolă II Región de Antofagasta)  este una dintre cele 15 regiuni administrative din Chile. Capitala regiunii este orașul Antofagasta.